# Meel

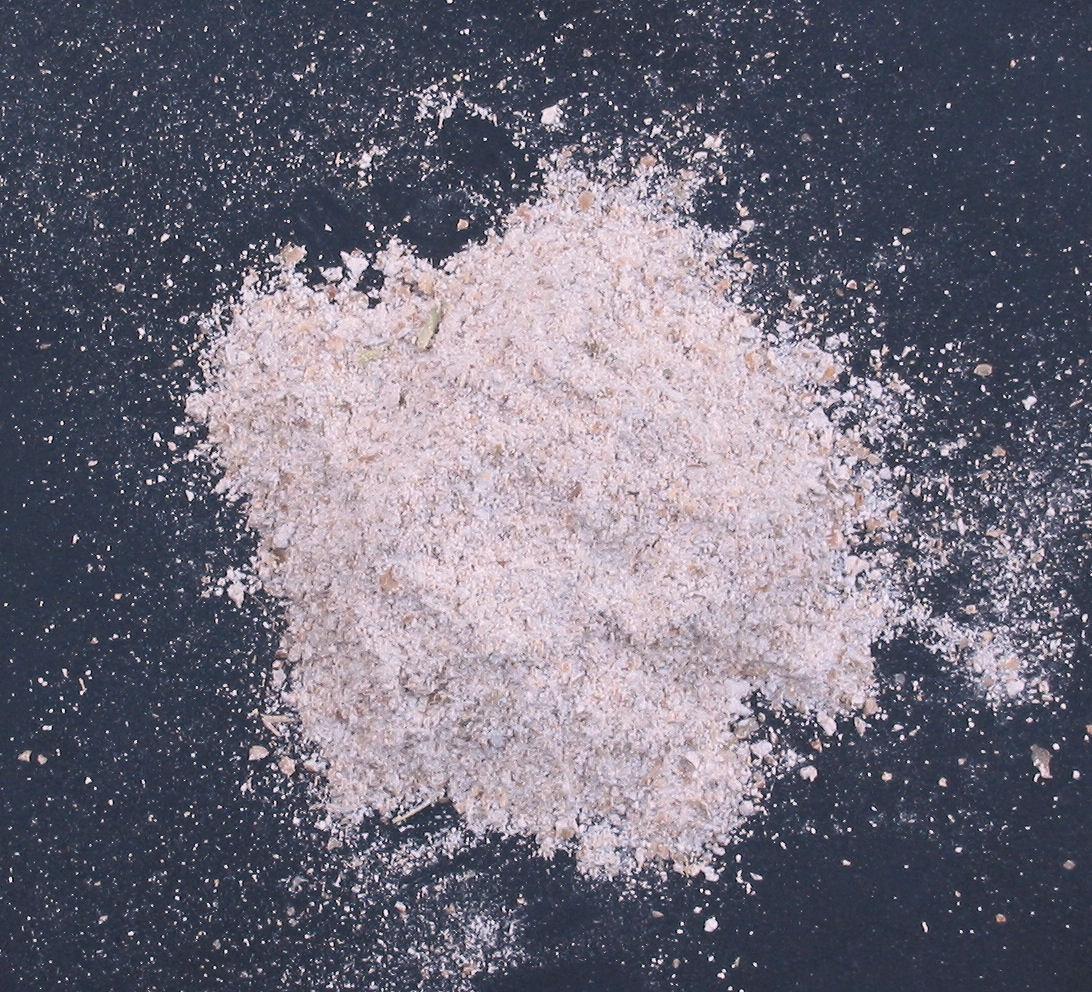
Door korenmolen gemalen rogge

Meel is een ingrediënt van verschillende etenswaren en wordt meestal van graan gemaakt. In de meeste gevallen bedoelt men met meel tarwemeel. Meel wordt verkregen door het malen van tarwe, een ander graan zoals mais of een vergelijkbaar zetmeel-rijk product, zoals boekweit. Het fijnste maalsel, zonder zemelen of kiem, wordt bloem genoemd. Als na het zeven aan de bloem de fijnste (poeder)zemelen weer worden toegevoegd wordt lemairemeel verkregen, waardoor het meel een iets donkerder kleur heeft dan bloem. Volkoren tarwemeel is gemaakt van gemalen tarwe waar de zemel en kiem niet uitgezeefd zijn. In de moderne bloemmaalderijen met walsen is echter wel de waardevolle kiemolie gescheiden van het meel. In maalderijen waar nog met stenen wordt gemalen, bijvoorbeeld in een wind- of watermolen, is nog wel de kiemolie aanwezig.
Meel, en in het bijzonder tarwemeel, is een van de belangrijkste ingrediënten van het Europese en Amerikaanse voedsel, niet in de laatste plaats door de verwerking in brood. Tarwemeel (net als veel andere meelsoorten) is aantrekkelijk om te verwerken vanwege de elastische structuur die ontstaat na menging met water. Dit is te danken aan een bepaalde groep eiwitten, gluten. Sommige meelsoorten worden voor veevoeder gebruikt, zoals maïsmeel.

## Productieproces meel
Meel wordt als volgt uit graan verkregen:
1. wanneer het graan in de zomer rijp is, wordt het door middel van een combine gemaaid, gedorst en gewand (geschoond);
2. de graankorrels worden in een meelfabriek tussen gerilde, stalen walsen, die een verschillende snelheid hebben tot meel gemalen. Soms gebruikt men een korenmolen waarmee men het graan tussen molenstenen maalt. De zemelen mogen niet stuk gemalen worden, omdat de stukjes zemelen de luchtbellen bij het rijzen kapotprikken. Bij de grote meelfabrieken wordt de kiem voor en tijdens het malen verwijderd, omdat deze veel vet bevat en hierdoor de bloem ranzig kan worden. Bij het malen op een korenmolen wordt de kiem mee vermalen. Bij het vermalen ontstaat een mengsel van zemelen, griezen en bloem.
3. door dit mengsel te zeven (builen) wordt bloem van griezen en zemelen gescheiden. Griezen bestaan uit stukjes korrel met splinters zemel er nog aan. Meelfabrieken poetsen de griezen en vermalen ze vervolgens nog een keer. Bloem is de grondstof van wittebrood of banket. Bruinbrood wordt verkregen door de zemelen weer aan de bloem toe te voegen of van ongezeefd meel.

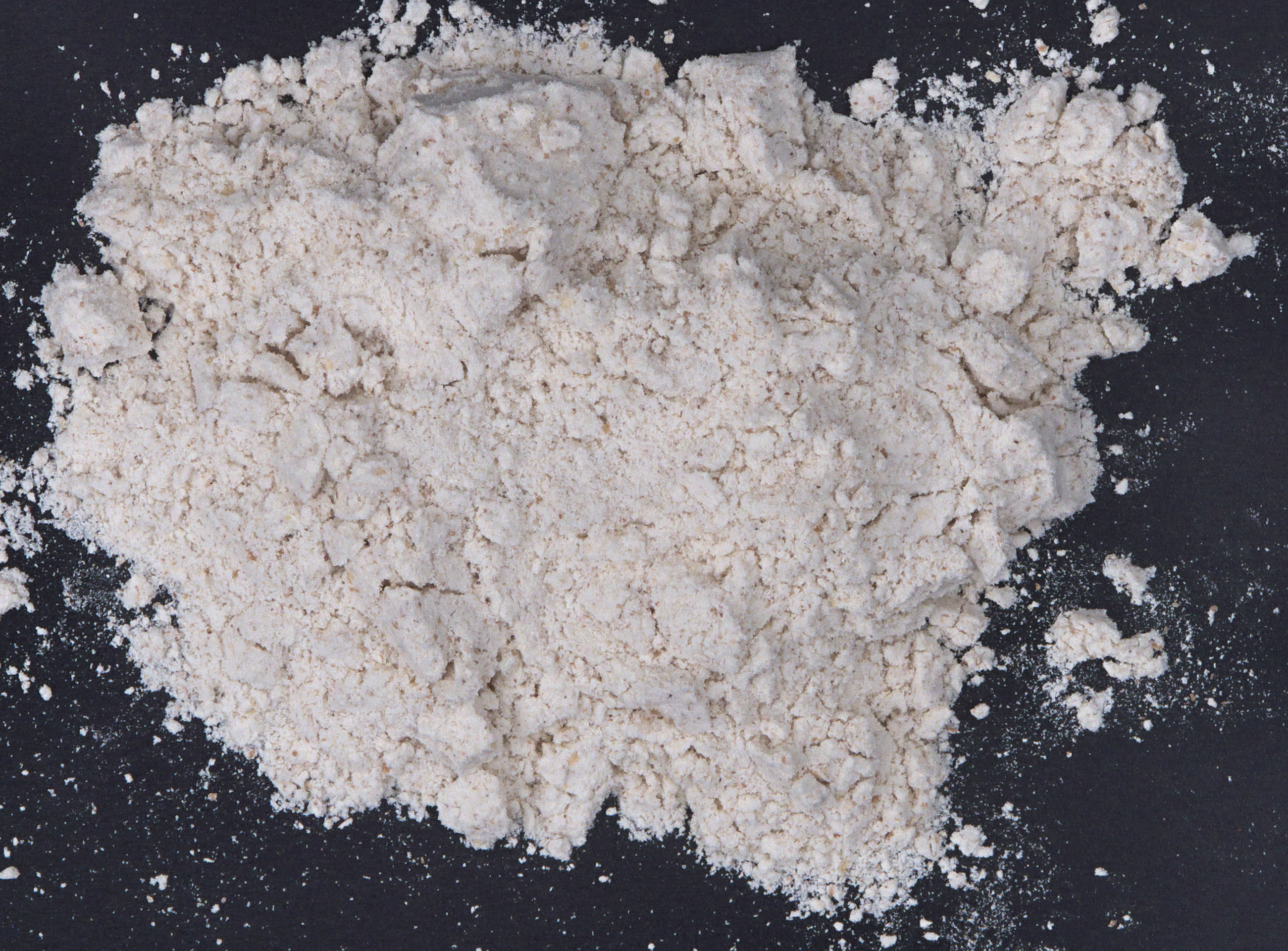
Lemairemeel
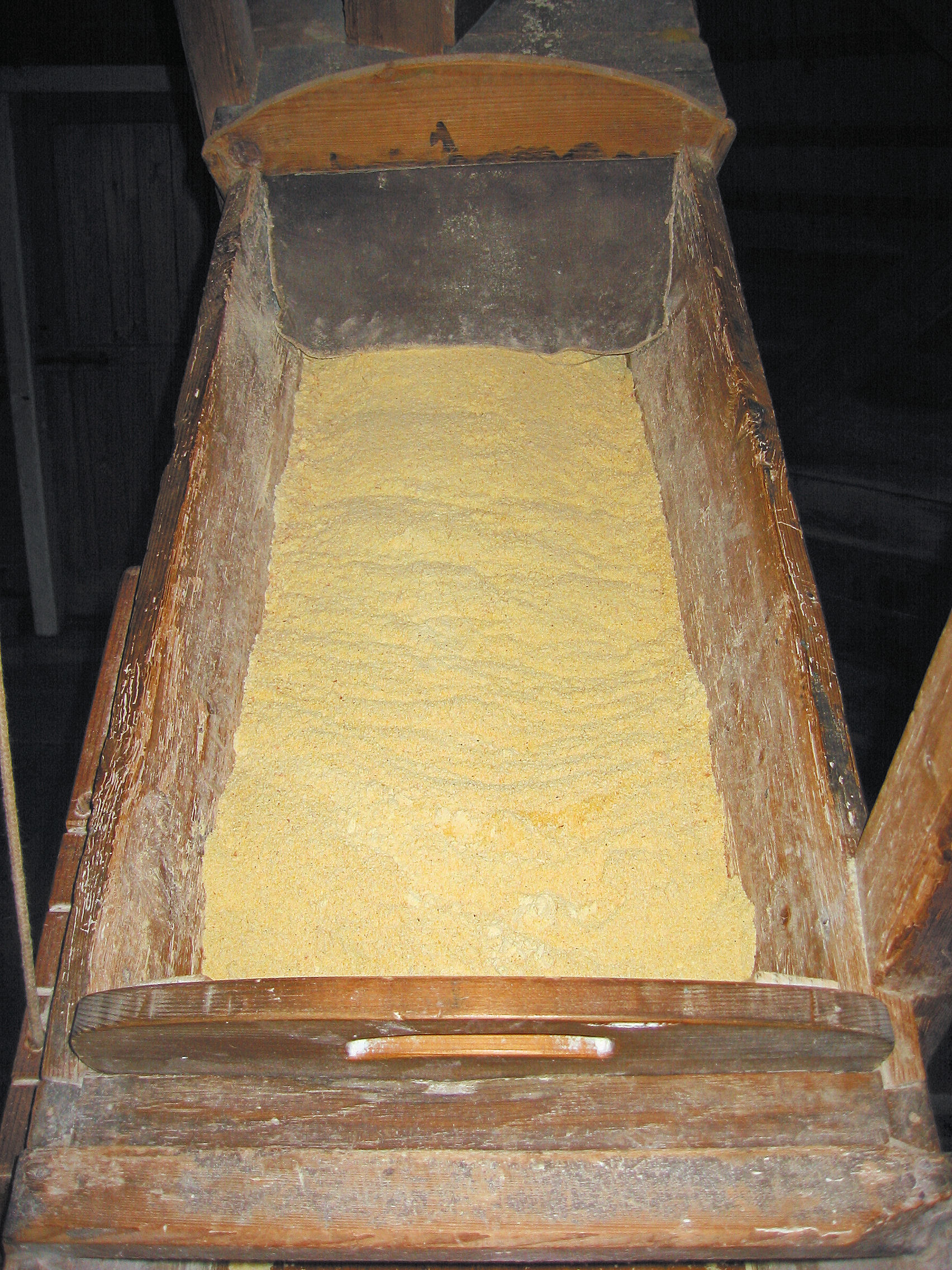
Door korenmolen gemalen maïs
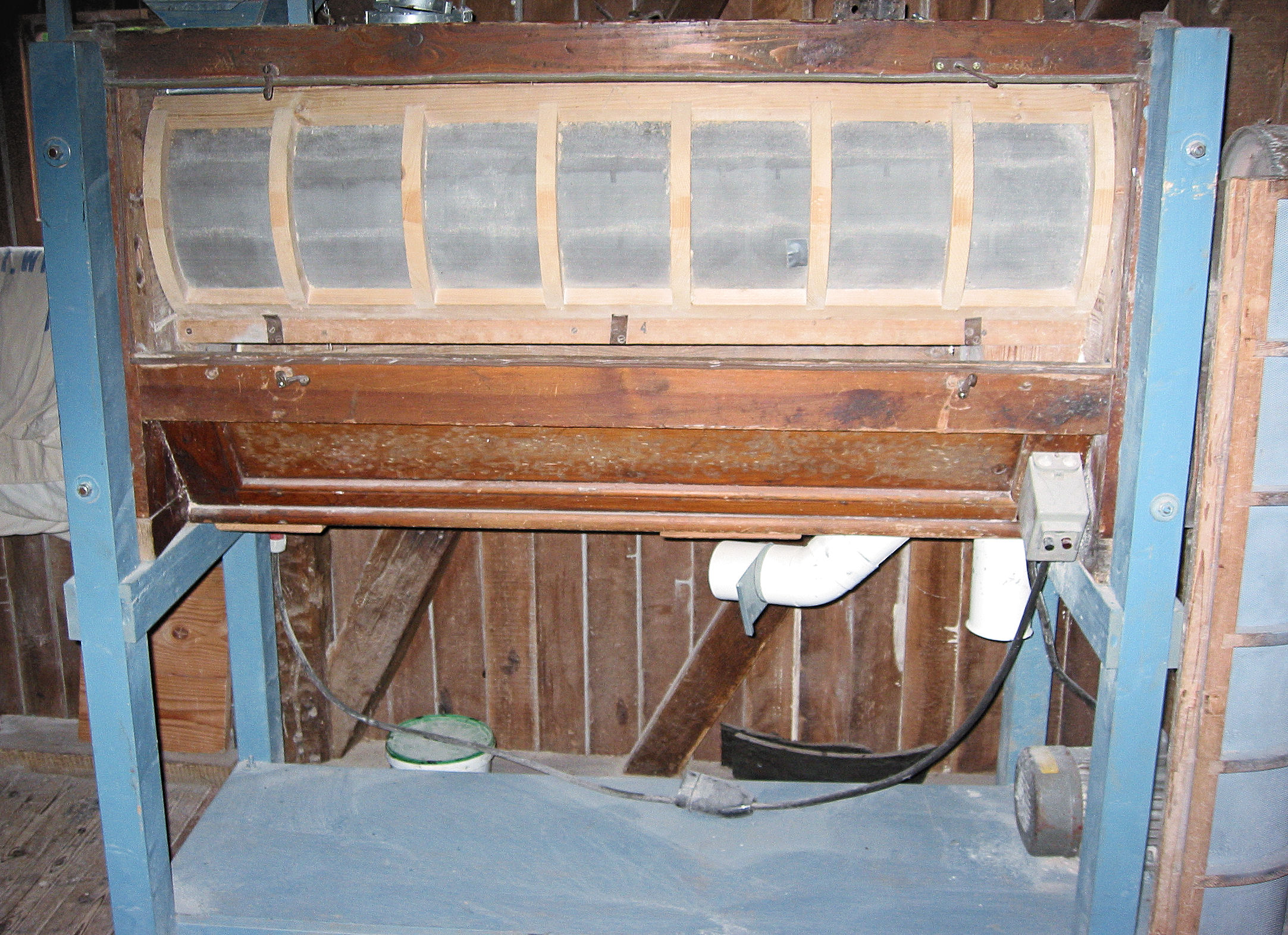
Buil voor het zeven (builen) van het meel
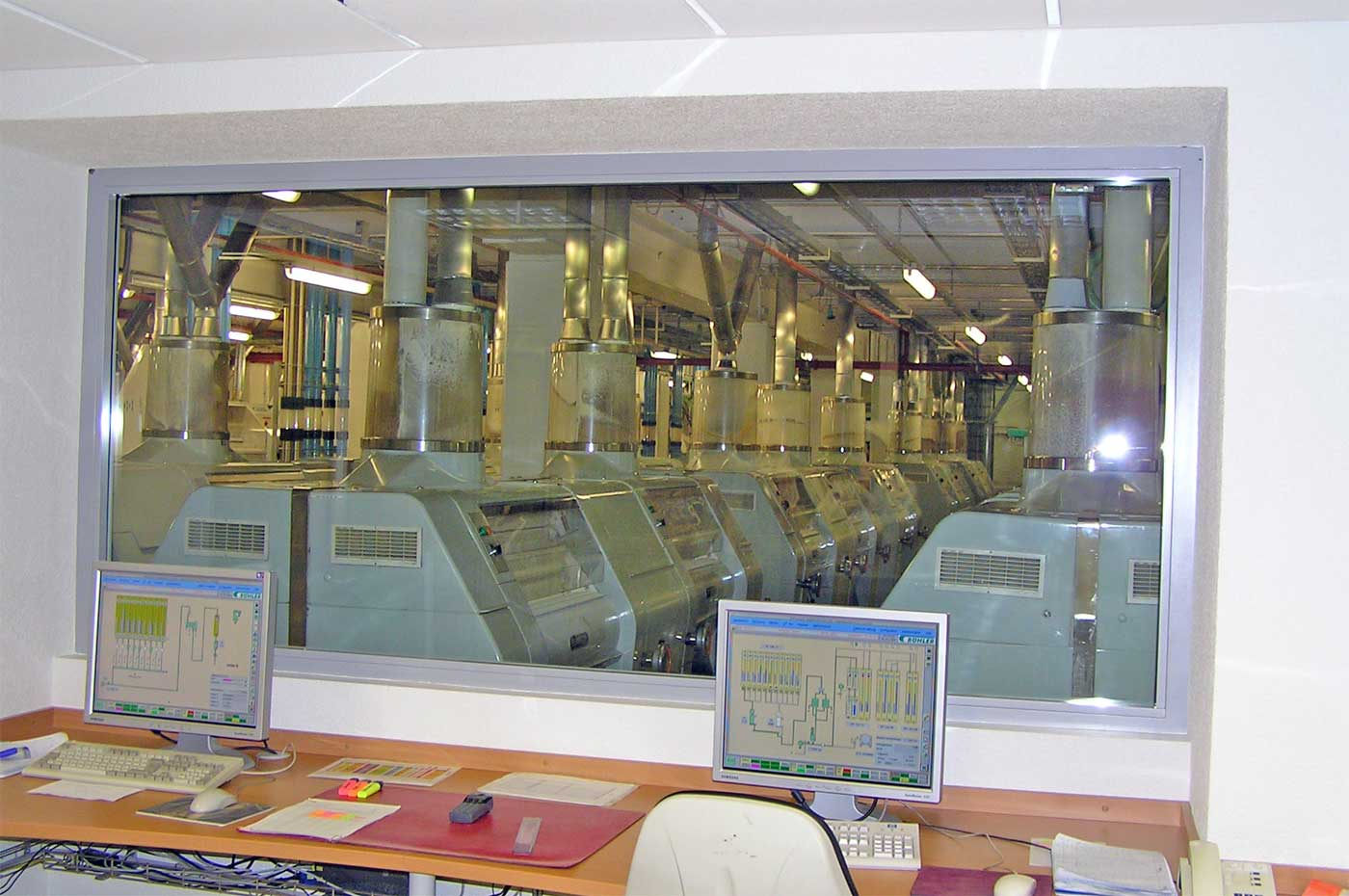
Meelfabriek, computergestuurd
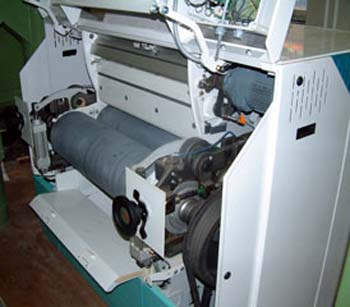
Moderne stalen walsen
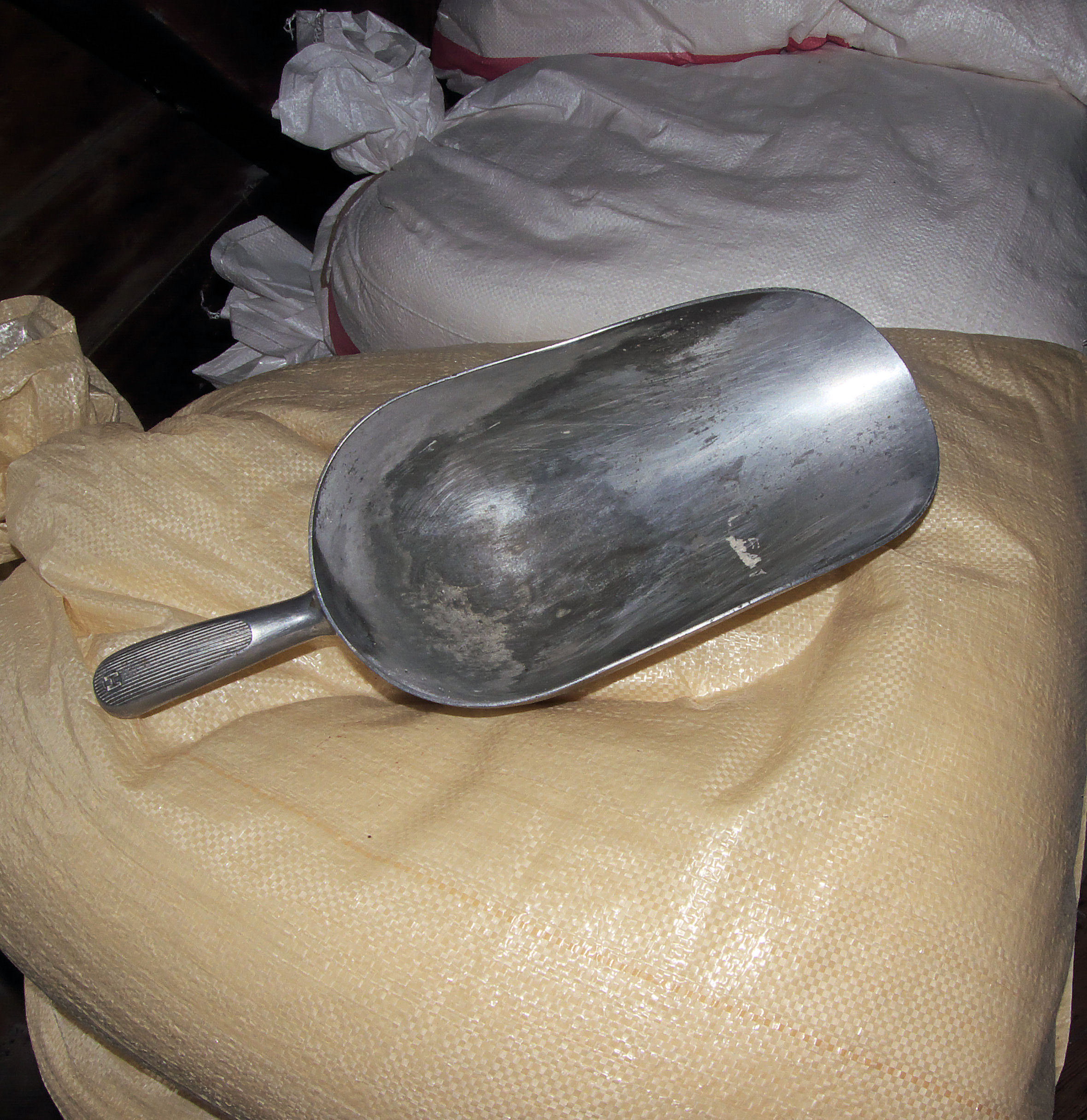
Meelschep

## Bakkwaliteit
De bakkwaliteit van meel is afhankelijk van ten minste de volgende factoren:
- het valgetal, onder meer afhankelijk van het moment van oogst;
- het eiwit- of gluten-gehalte, uitgedrukt in de zogenaamde zelenywaarde;
- de uitmaling. Graan wordt in een meelfabriek door tot 20 achter elkaar geplaatste paren walsen gemalen. Het meel van de voorste paar walsen geeft de hoogste kwaliteit, die van het achterste de laagste kwaliteit. In Nederland is de hoogste kwaliteit in de handel onder de naam patentbloem (asgehalte -maat voor de uitmalingsgraad- van 0,40%).[1] In Frankrijk wordt de hoogste kwaliteit aangeduid als Type 45 (asgehalte 0,405 %), in Duitsland als Type 405 (asgehalte 0,405 %) en in Italië als tipo 00 (asgehalte maximaal 0,550 %).

### Internationale indeling van tarwemeel naar kwaliteit[2][3]
| Nederland                               | Frankrijk / België / Spanje / Portugal       | Duitsland | Italië                           | Zwitserland |
| --------------------------------------- | -------------------------------------------- | --------- | -------------------------------- | ----------- |
| -                                       | 0000 (alleen Spanje)                         | -         | tipo 0000                        | -           |
| -                                       | -                                            | -         | tipo 000                         | -           |
| tarwe patentbloem                       | T45 (farine à pâtisserie of fleur de farine) | 405       | tipo 00                          | Spezial     |
| tarwebloem                              | T55 (farine blanche)                         | 550       | tipo 0                           | Weiß        |
| zeer sterk gebuild tarwemeel met kiemen | T65 (farine de tradition française)          | -         | -                                | Halbweiß    |
| sterk gebuild tarwemeel                 | T70 (farine de tradition québécoise)         | -         | -                                | -           |
| normaal gebuild tarwemeel               | T80 (farine bise of semi-complète)           | 812       | tipo 1                           | -           |
| matig gebuild tarwemeel                 | T110 (farine complète)                       | 1050      | tipo 2                           | Ruch        |
| licht gebuild tarwemeel                 | T150 (farine intégrale)                      | 1600      | Farina integrale di grano tenero | Vollkorn    |

## Meelproducten

### meel
Brood, pasta, bepaalde cakes en koek maar ook talloze andere etenswaren worden gemaakt met meel.

### Harde tarwe
In het zuiden van Europa en andere gebieden met warme zomers in o.a. de Verenigde Staten, Argentinië en Rusland wordt harde tarwe verbouwd. Deze wordt gebruikt voor het maken van brood,  pasta, couscous en bulgur. Producten bereid van tarwebloem uit harde tarwe hebben meer stevigheid en een andere smaak.

### Zachte tarwe en Zeeuwse bloem
In Nederland en België wordt voornamelijk zachte tarwe geteeld. Deze tarwesoort bevat minder gluten en heeft een lager eiwitgehalte dan harde tarwe, waardoor het meel minder geschikt is voor brood, maar juist zeer geschikt is voor brosse baksels zoals koekjes en cake. Een bekende meelsoort van zachte tarwe is Zeeuwse bloem, die fijner van structuur is en onder bakkers geliefd is voor het maken van bijvoorbeeld zandgebak en sprits.

### Baktarwe, vultarwe en voertarwe in Nederland
Op de Aanbevelende Rassenlijst Akkerbouw en Veehouderij 2024 wordt onderscheidt gemaakt tussen de geschiktheid van tarwerassen voor verschillende doeleinden: voertarwe (overige tarwe), baktarwe en vultarwe. Bloem van baktarwerassen geteeld bijvoorbeeld in Zeeland is geschikt voor de broodbereiding.